# 宇宙ミサイルシステムセンター
宇宙ミサイルシステムセンター（うちゅうミサイルシステムセンター、英語: Space and Missile Systems Center）はアメリカ宇宙軍の組織。略称はSMC。同軍の主要編制の一つであり、宇宙関連機材の試験・開発を行い、軍事衛星などの運用支援を行うことを主任務とする。司令官は中将。本部所在地はカリフォルニア州ロサンゼルス空軍基地。
2021年8月、宇宙システム軍団（英語: Space Systems Command）に改編された。

## 概要
宇宙ミサイルシステムセンターは大陸間弾道ミサイル (ICBM) 開発のため、航空研究開発軍団 (Air Research and Development Command) の一部門として1954年7月に開設されたのが前身である。タイタンやピースキーパーなどのICBM開発のほか、使い捨て型ロケットとしてのタイタンやデルタロケットの開発にも携わっており、軍事衛星の開発も行う。

## 主要部隊
- 宇宙優勢システム航空部 (SYSD) ：2個群により編制。宇宙優勢を獲得するために、人工衛星システムを事故や敵の妨害から防御することを任務としている。
- グローバル・ポジショニング・システム部 (GPSD) ：地上機材・衛星も含めたGPSの技術開発・製造を行う。
- 打ち上げ・射場システム部 (LRSD) ：発展型使い捨てロケット (EELV) の開発を行うほか、打ち上げシステムや射場の機材開発を行う。
- 軍事衛星通信部 (MSCD) ：軍事通信衛星および衛星通信システムの開発。
- 宇宙配備赤外線システム部 (SBIRSD) ：弾道ミサイル早期警戒のための宇宙配備赤外線システムの開発・試験。
- 宇宙開発試験部 (SDTD) ：2個群により編制。宇宙関連機材の開発を行う。
- 先端システム開発部 (ASDD) ：高度な先端システムの開発を行う。